# Palaeacmaeidae
Palaeacmaeidae, izumrla porodica paleozoiskih mekušaca (Grabau & Shimer, 1909) iz razreda Monoplacophora. Sastoji se od rodova Palaeacmaea (Hall & Whitfield, 1872 † i Parmophorella (Matthew, 1886). Webers & Yochelson (1999, J. Paleont. 73: 598-607) su ukazali da kambrijske vrste Palaeacmaea nisu mekušci nego možda Cnidaria